# ميلينكو جيدوفيتش
ميلينكو جيدوفيتش هو لاعب كرة قدم صربي في مركز الوسط، ولد في 13 نوفمبر 1970 في جمهورية يوغوسلافيا الاشتراكية الاتحادية. لعب مع نادي بارتيزان.

## وصلات خارجية
- ميلينكو جيدوفيتش على موقع قاعدة بيانات كرة القدم.إي يو (الإنجليزية)
- ميلينكو جيدوفيتش على موقع عالم كرة القدم.نت (الإنجليزية)